# アメリカ海軍戦闘機兵器学校

NFWS卒業生に支給されるパッチ及び同校のエンブレム

アメリカ海軍戦闘機兵器学校（アメリカかいぐんせんとうきへいきがっこう、英: United States Navy Fighter Weapons School、略称：NFWS）は、かつてカリフォルニア州ミラマー海軍航空基地（1993年よりミラマー海兵隊航空基地）に所在した、アメリカ海軍の戦闘機搭乗員養成機関。TOP GUN（トップガン）の通称が広く知られている。1996年、ネバダ州ファロン市にあるファロン海軍航空基地に設立されたアメリカ海軍航空戦開発センター（英: Naval Aviation Warfighting Development Center、略称：NAWDC）に統合され、戦闘攻撃戦術教官（英: Strike Fighter Tactics Instructor、略称：SFTI）プログラムを実施する一部門（N7）となっている。

## 概要

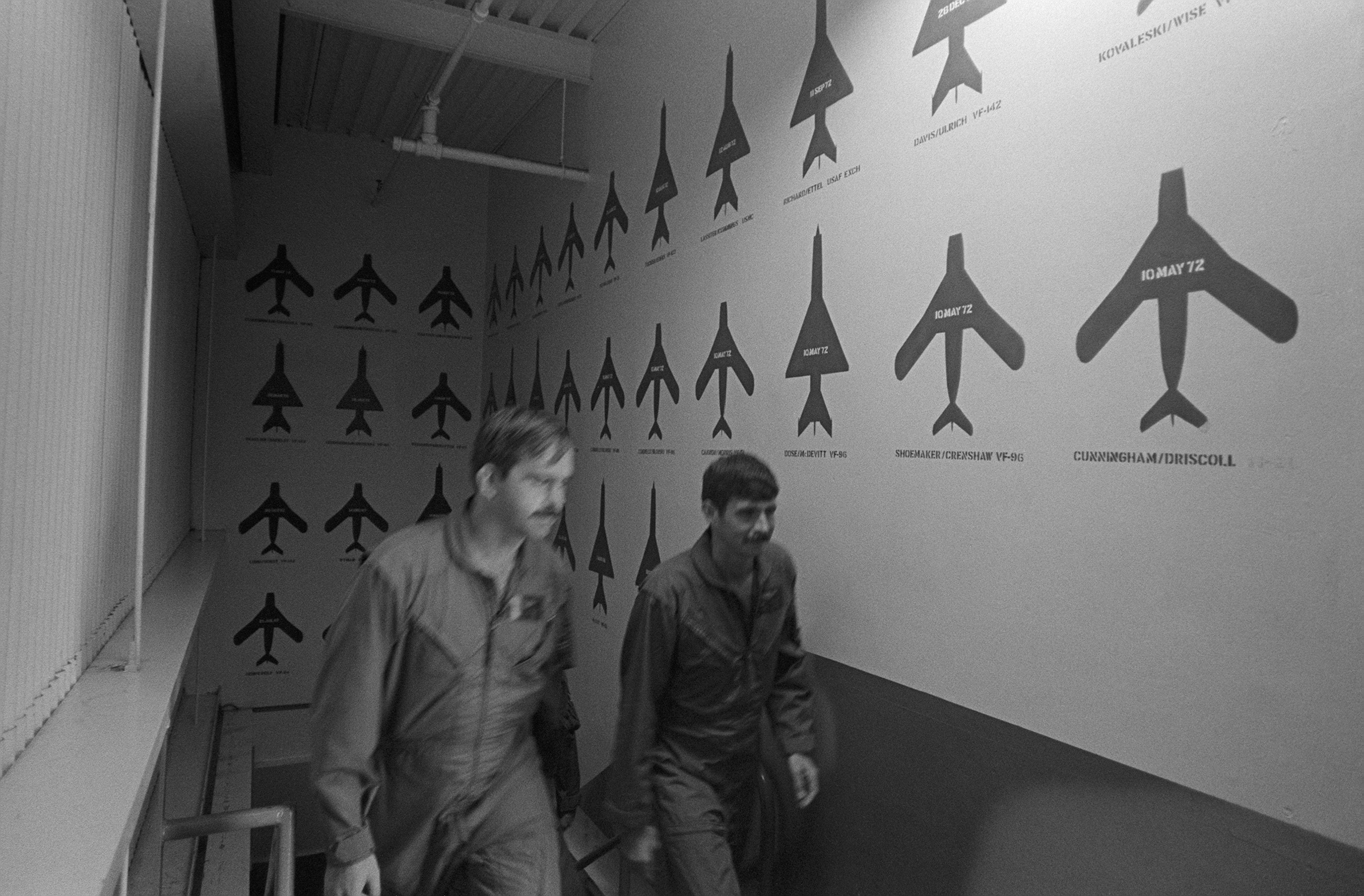
ミラマー海軍航空基地のNFWSビル内の階段に掲げられた、TOP GUN卒業生の撃墜記録。

1965年のベトナム戦争介入後、アメリカ海軍機と北ベトナム空軍機との空対空戦闘における撃墜対被撃墜比率（キルレシオ）は3.7対1まで低下しており、立て直しが急務であった。
アメリカ海軍作戦部長のトーマス・モーラー大将は、空母「コーラル・シー」艦長としてベトナム戦争に参戦経験のあるフランク・オールト大佐に航空兵器の研究を命じ、1968年4月から1969年1月にかけて海軍作戦本部/海軍航空システム・コマンド（英: Chief of Naval Operations/Naval Air Systems Command、略称：OPNAV/NAVAIR）で研究が行われた。研究結果は、「空対空ミサイルシステムの能力再検討報告書（英: Report of the Air-to-Air Missile System Capability Review）」（いわゆるオールト・レポート）として提出され、この報告書には空対空ミサイル自体の問題点のほか、ミサイルの性能を活かすための250にもおよぶ勧告が盛り込まれた。
オールトはまた、「次世代戦闘機兵器学校（英: Advanced Fighter Weapons School）」の開設をモーラーに上申して同意を得ることができ、1969年3月3日、カリフォルニア州ミラマー海軍航空基地に海軍戦闘機兵器学校（NFWS）が開設された。当初はF-4B転換訓練飛行隊である第121戦闘飛行隊（VF-121）の管理下に置かれ、施設、機材、人員は共用で、予算も決して多くはなかった。また、VF-121ではダン・ペターゼン少佐にNFWSの指揮権を与え、ペターゼンは教官として専門技術や経験を持つ若手士官を集め、自らを「殺人委員会（英: Murder Board）」と名乗った。
1970年3月28日には卒業第一期生によるMiG-21撃墜記録があり、NFWSで習得した戦術や技術で敵機を撃墜したパイロットも多く、アメリカ海軍のキルレシオは12対1まで大きく改善した。
1996年、NFWSは海軍攻撃戦センター（英: Naval Strike Warfare Center、略称：NSWC）"STRIKE U"、空母空中早期警戒兵器学校（英: Carrier Airborne Early Warning Weapons School、略称：CAEWWS）"TOP DOME"とともにネバダ州ファロン海軍航空基地に新設された海軍航空戦開発センターに統合され、戦闘攻撃戦術教官の養成コースとなっている。
1986年公開の映画「トップガン」でNFWSが取り上げられると、多くの者が海軍のパイロットに志願したが、NFWSでは映画の台詞を口にすることは「プロ意識に欠ける」とされ、ペナルティとして5ドルの罰金をその場で払う罰則があったという。

## 訓練
1年のうち5回行われ、1クラスにつき6週間、計12名で行われる。訓練生は、Fleet Air Superiority Training(FAST)とHornet Fleet Air Superiority Training(HFAST)と呼ばれる異機種間戦闘訓練及びシミュレーター訓練、最大50機の航空機で行われる他部隊との戦闘訓練を経て、卒業する。
その後、元の部隊に戻るか、機種転換部隊（Fleet Replacement Squadron）へ配属され、トップガンで学んだ技術を教導する。

## 使用機
- F/A-18A/B/E/F
現在の主力機。
- EA-18G
現在の電子戦機。
- F-16A/B/N
アドバーザリー専用機であるN型が配備されたが主翼クラックの問題で1995年に退役。その後パキスタン向けに製造されながら輸出がキャンセルされたA型が配備され現在も運用されている
- F-14
F/A-18A/Bと共に主力として活躍していたが、2003年に退役。
- A-4
MiG-17をシミュレートした。
- T-38、F-5E/F
MiG-21をシミュレートした。